# Cmentarz żydowski w Modliborzycach
Cmentarz żydowski w Modliborzycach – kirkut społeczności żydowskiej zamieszkującej niegdyś Modliborzyce. Nie wiadomo dokładnie kiedy powstał, być może było to w XVIII wieku. Ma powierzchnię 0,39 ha. Znajduje się na południe od miejscowości, przy drodze do Majdanu. Został zniszczony podczas II wojny światowej. Obecnie nie zachowały się żadne nagrobki.